# René Steinke
Pour les articles homonymes, voir Steinke.
René Dan Steinke est un acteur allemand, né le 16 novembre 1963 à Berlin-Est en RDA.

## Biographie
Avant d'être acteur, René Steinke a travaillé pour la Croix-Rouge et a servi dans l’armée. Ce n’est qu’en 1990 après avoir bouclé ses études à l'Académie des arts dramatiques Ernst Busch de Berlin qu’il fait ses débuts sur scène.
En 1999, il succède à  Mark Keller dans la série télévisée Alerte Cobra. Il y incarne  Tom Kranich, inspecteur au sein de l’équipe de Cobra 11. 
Mise à part dans Alerte Cobra où il est doublé par David Manet, sa voix française attitrée est celle de Xavier Fagnon.

## Filmographie

### Cinéma
- 1987 : Vernehmung der Zeugen : Max Klapproth

### Télévision

#### Téléfilms
- 1990 : Alter schützt vor Liebe nicht : le jeune homme
- 1995 : Nikolaikirche : Martin Vockert
- 1995 : Marie Grubbe : Wanderbursche
- 1997 : Seitensprung in den Tod Volker
- 1997 : Eine Familie zum Küssen : Dr. Lüters
- 1998 : Belle de nuit  : Rudi
- 2004 : À la recherche du passé : Colin Sweetwater
- 2005 : Une princesse en liberté : Lukas Lehmann
- 2006 : Hammer und Hart : Finanzbuchhalter
- 2006 :  Rencontre en grande pompe : Felix
- 2007 : Un passé recomposé : Tony
- 2007 :  La Légende du trésor englouti : Falk Jensen
- 2008 : Entführt - Ich hol dich da raus : Leon Bischoff

#### Séries télévisées
- 1998 : Mission sauvetages : Leo Sidowski
- 1999 à 2003 puis 2005 à 2007 :  Alerte Cobra : Tom Kranich
- 2003 : Alerte Cobra : Team 2 : Tom Kranich
- 2003 : Anges de choc : Stefan Braun
- 2003 : Duo de maîtres : Ferrarifahrer
- 2012 : Mick Brisgau : Dr Niklas Hold
- 2024 : Blutige Anfänger : Torsten Kaiser